# Liste der Sportweltmeister Namibias
Dies ist eine Liste aller Sportweltmeister Namibias, das heißt aller Personen oder Mannschaften die seit Unabhängigkeit Namibias 1990 einen Weltmeisterschaftstitel in einer Sportart errungen haben. Die Liste beinhaltet keine Juniorentitel.

## Titelträger
| Sportart        | Disziplin                                           | Person/Mannschaft                  | Von – Bis                                                                              | Anmerkungen                                              |
| --------------- | --------------------------------------------------- | ---------------------------------- | -------------------------------------------------------------------------------------- | -------------------------------------------------------- |
| Leichtathletik  | 400 Meter (T21)                                     | Chris Kinda                        | 2024                                                                                   | Para-Leichtathletik-Weltmeisterschaften 2024             |
| Bogensport      | Feldbogenschießen                                   | Jannie Meuwesen                    | 2018 und 2022                                                                          |                                                          |
| Boxen           | Weltergewicht                                       | Bethuel Ushona                     | 2016–2018                                                                              | Verband: WBF                                             |
| Boxen           | Halbweltergewicht                                   | Julius Indongo                     | 2016–2017                                                                              | Verband: IBO, IBF                                        |
| Boxen           | Bantamgewicht                                       | Jonas Matheus                      | 22. Juli 2018–2019                                                                     | Verband: IBO                                             |
| Kickboxen       | diverse                                             | Julian Müller                      | 2015: 4× Gold 2014: 3× Gold 2013: 2× Gold                                              | [ 5 ] [ 6 ]                                              |
| Kickboxen       | Clash Sparring                                      | Lesley Hoaeb                       | 2015                                                                                   | [ 6 ]                                                    |
| Kickboxen       | Points Sparring, Clash Sparring                     | Dorothy Bachmann                   | 2015                                                                                   | [ 6 ]                                                    |
| Kickboxen       | Creative Forms                                      | Rainier Pretorius                  | 2015                                                                                   | [ 6 ]                                                    |
| Kickboxen       | Self Defense, Clash Sparring                        | Vicky Stiemert                     | 2015                                                                                   | [ 6 ]                                                    |
| Shōtōkan-Karate | diverse                                             | 49 Mal Gold für namibische Kämpfer | 2016                                                                                   | JSKA-Weltmeisterschaft 2016                              |
| Boxen           | Superbantamgewicht Bantamgewicht Superbantamgewicht | Paulus Ambunda                     | 1. August 2015–? seit 17. Mai 2014 3. März 2013–1. August 2013 seit 29. September 2018 | Verband: IBO Verband: WBA, IBF Verband: WBO Verband: IBO |
| Süßwasserangeln |                                                     | Botha Jansen                       | Dezember 2010–                                                                         | World Championships, Südafrika                           |
| Gōjū-Ryū        |                                                     | Ono Akweenda                       | Oktober 2010–                                                                          | IOGKF World Tournament                                   |
| Gōjū-Ryū        |                                                     | Chêz-Ray Allies                    | Oktober 2010–                                                                          | IOGKF World Tournament                                   |
| Gōjū-Ryū        |                                                     | Joshua Britz                       | Oktober 2010–                                                                          | IOGKF World Tournament                                   |
| Gōjū-Ryū        |                                                     | Shaun Fobian                       | Oktober 2010–                                                                          | IOGKF World Tournament                                   |
| Gōjū-Ryū        |                                                     | Jansen van Vuuren                  | Oktober 2010–                                                                          | IOGKF World Tournament                                   |
| Gōjū-Ryū        |                                                     | Riona Pillay                       | Oktober 2010–                                                                          | IOGKF World Tournament                                   |
| Gōjū-Ryū        |                                                     | Photune Tjivikua                   | Oktober 2010–                                                                          | IOGKF World Tournament                                   |
| Gōjū-Ryū        |                                                     | Nhika Vasallo                      | Oktober 2010–                                                                          | IOGKF World Tournament                                   |
| Boxen           | Leichtgewicht                                       | Paulus Moses                       | 3. Januar 2009–29. Mai 2010                                                            | Verband: WBA                                             |
| Reiten          | Springreiten                                        | Michelle Künzle                    | 2007/2008                                                                              | FEI World Jumping Challenge                              |
| Boxen           | Mittelgewicht                                       | Harry Simon                        | 6. April 2002– 21. Juli 2001–6. April 2002                                             | Verband: WBO                                             |
| Leichtathletik  | 200 Meter (Halle)                                   | Frank Fredericks                   | 6. März 1999                                                                           | Leichtathletik-Hallenweltmeisterschaften 1999            |
| Boxen           | Halbmittelgewicht                                   | Harry Simon                        | 22. August 1998–                                                                       | Verband: WBO                                             |
| Leichtathletik  | 200 Meter                                           | Frank Fredericks                   | 20. August 1993                                                                        | Leichtathletik-Weltmeisterschaften 1993                  |
| Lawn Bowling    | Singles                                             | Douw Calitz                        | 23. September 2003                                                                     | World Champion of Champions                              |